# Чемпионат мира по теннису на твёрдых кортах

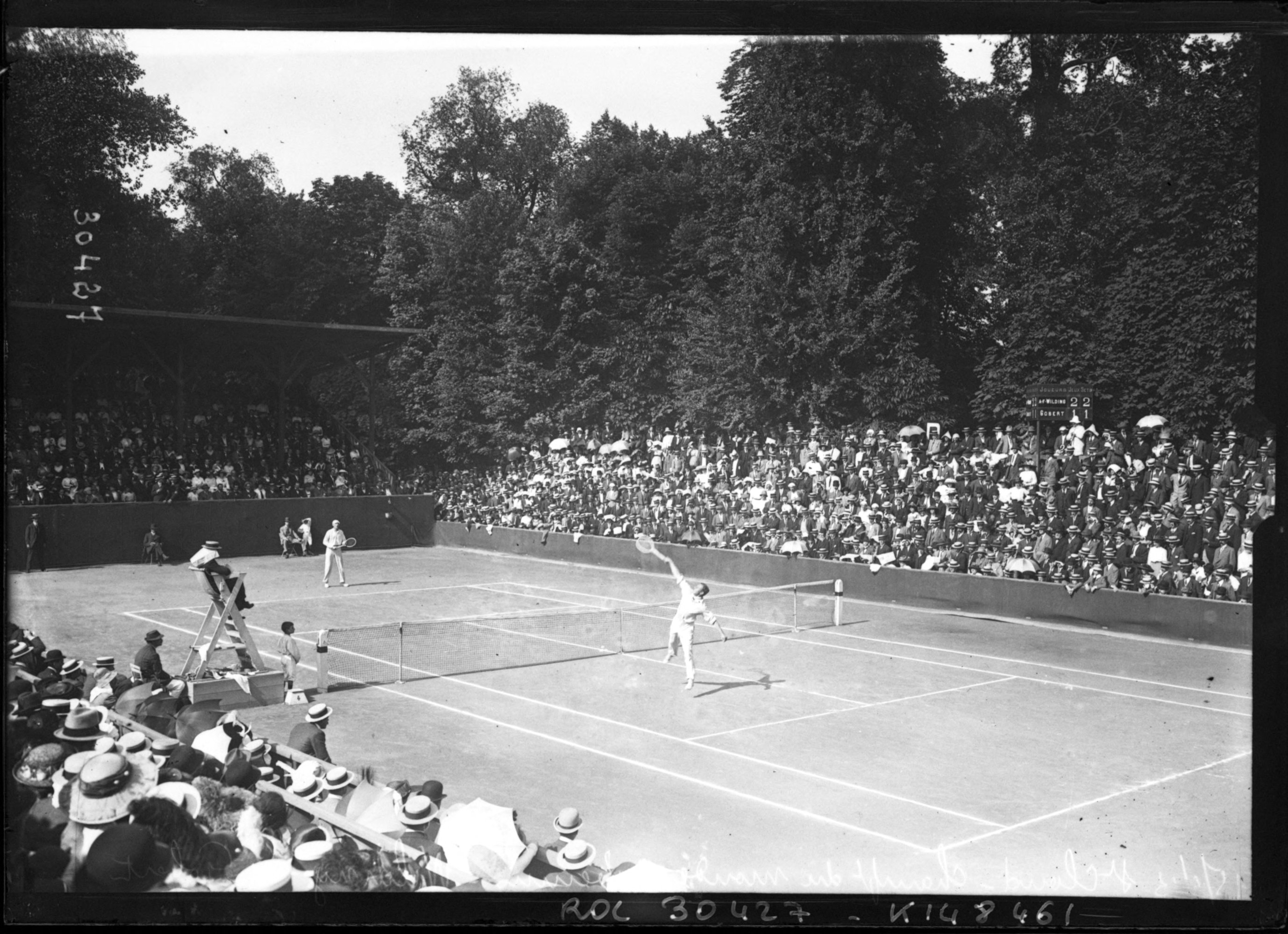
Финал чемпионата мира 1913 года в мужском одиночном разряде, Энтони Уайлдинг — Андре Гобер

Чемпионат мира по теннису на твёрдых (грунтовых) кортах — международное любительское соревнование по теннису, проводившееся во Франции и Бельгии с 1912 по 1923 год с перерывом на время Первой мировой войны.

## История
Организатором турнира была Международная федерация лаун-тенниса (ILTF), наряду с ним проводившая также чемпионат мира по теннису в помещениях и присваивавшая звания чемпионов мира на травяных кортах победителям Уимблдонского турнира. Идея чемпионата мира на грунтовых кортах по примеру уже завоевавшего международное признание Уимблдонского турнира принадлежала американскому теннисному энтузиасту Дуэйну Уильямсу — отцу одного из сильнейших теннисистов США этого периода Ричарда Норриса Уильямса. Как правило турнир проходил на стадионе «Стад Франсе» в Сен-Клу (Франция), за исключением 1922 года, когда был перенесён в Брюссель.
В 1923 году, с присоединением Ассоциации лаун-тенниса Соединённых Штатов к ILTF американская сторона потребовала для любительского чемпионата США равного статуса с Уимблдонским турниром. В результате федерация приняла решение о ликвидации цикла чемпионатов мира. В 1924 году основным международным грунтовым турниром стали игры Парижской Олимпиады, а с 1925 года равный с американским и Всеанглийским чемпионатами международный статус получил чемпионат Франции, до этого носивший сугубо внутренний характер.

## Победители и финалисты
Французские теннисисты доминировали в чемпионате мира на твёрдых кортах, в особенности в послевоенный период. В общей сложности чемпионами становились 11 французских теннисистов — почти столько же, сколько представителей остальных стран вместе взятых. Сюзанн Ленглен завоевала на чемпионате 10 титулов — четыре в одиночном разряде и по три в женских и смешанных парах. Во всех трёх разрядах побеждали также Анри Коше (по разу в мужском одиночном и парном разрядах и дважды в смешанных парах с Ленглен) и получивший французское гражданство уроженец Бельгии Вильям Лоренц (по разу в одиночном разряде и миксте и дважды в мужских парах с Андре Гобером). Единственным двукратным чемпионом в одиночном разряде у мужчин был новозеландец Энтони Уайлдинг, победивший в два предвоенных года.

### Одиночный разряд
Мужчины
| Год  | Победитель          | Финалист         | Счёт                    |
| ---- | ------------------- | ---------------- | ----------------------- |
| 1912 | Отто Фройцхайм      | Оскар Кройцер    | 6-2, 7-5, 4-6, 6-4      |
| 1913 | Энтони Уайлдинг     | Андре Гобер      | 6-3, 6-3, 1-6, 6-4      |
| 1914 | Энтони Уайлдинг (2) | Людвиг фон Зальм | 6-1, 6-0, 6-0           |
| 1920 | Вильям Лоренц       | Андре Гобер      | 9-7, 6-2, 3-6, 6-2      |
| 1921 | Билл Тилден         | Жан Ваше         | 6-3, 6-3, 6-3           |
| 1922 | Анри Коше           | Мануэль де Гомар | 6-0, 2-6, 4-6, 6-1, 6-2 |
| 1923 | Билл Джонстон       | Жан Ваше         | 4-6, 6-2, 6-2, 4-6, 6-3 |

Женщины
| Год  | Победительница     | Финалистка         | Счёт          |
| ---- | ------------------ | ------------------ | ------------- |
| 1912 | Маргарит Брокди    | Магдалена Рик      | 6-3, 0-6, 6-4 |
| 1913 | Магдалена Рик      | Маргарит Брокди    | 6-4, 3-6, 6-4 |
| 1914 | Сюзанн Ленглен     | Жермена Гольдинг   | 6-2, 6-1      |
| 1920 | Дороти Холман      | Франсиска Субирана | 6-0, 7-5      |
| 1921 | Сюзанн Ленглен (2) | Молла Маллори      | 6-2, 6-3      |
| 1922 | Сюзанн Ленглен (3) | Элизабет Райан     | 6-3, 6-2      |
| 1923 | Сюзанн Ленглен (4) | Кэтлин Маккейн     | 6-2, 6-3      |

### Парный разряд
Мужчины
| Год  | Победители                          | Финалисты                          | Счёт                      |
| ---- | ----------------------------------- | ---------------------------------- | ------------------------- |
| 1912 | Оскар Кройцер Отто Фройцхайм        | Харольд Китсон Чарльз Уинслоу      | 4-6, 6-2, 6-1, 6-3        |
| 1913 | Мориц фон Биссинг Хайнрих Кляйншрот | Энтони Уайлдинг Отто Фройцхайм     | 7-5, 0-6, 6-3, 8-6        |
| 1914 | Макс Декюжи Морис Жермо             | Артур Гор Алджернон Кингскот       | 6-1, 11-9, 6-8, 6-2       |
| 1920 | Андре Гобер Вильям Лоренц           | Сесил Блэкберд Николае Мишу        | 6-4, 6-2, 6-1             |
| 1921 | Андре Гобер (2) Вильям Лоренц (2)   | Пьер Альбарран Ален Жербо          | 6-4, 6-2, 6-8, 6-2        |
| 1922 | Жан Боротра Анри Коше               | Марсель Дюпон Николае Мишу         | 6-8, 6-1, 6-1, 6-3        |
| 1923 | Жак Брюньон Марсель Дюпон           | Умберто де Морпурго Леонс Аслангул | 10-12, 3-6, 6-2, 6-3, 6-4 |

Женщины
| Год        | Победительницы                        | Финалистки                       | Счёт          |
| ---------- | ------------------------------------- | -------------------------------- | ------------- |
| 1912- 1913 | Не проводился                         | Не проводился                    | Не проводился |
| 1914       | Сюзанн Ленглен Элизабет Райан         | Бланш Амблар Сюзанн Амблар       | 6-0, 6-0      |
| 1920       | Филлис Сатертуэйт Дороти Холман       | Жанна Воссар Жермена Гольдинг    | 6-3, 6-1      |
| 1921       | Жермена Гольдинг Сюзанн Ленглен (2)   | Айрин Баудер-Пикок Дороти Холман | 6-2, 6-2      |
| 1922       | Сюзанн Ленглен (3) Элизабет Райан (2) | Джеральдин Бимиш Кэтлин Маккейн  | 6-0, 6-4      |
| 1923       | Джеральдин Бимиш Кэтлин Маккейн       | Жермена Гольдинг Сюзанн Ленглен  | 6-2, 7-5      |

Микст
| Год  | Победители                         | Финалисты                        | Счёт          |
| ---- | ---------------------------------- | -------------------------------- | ------------- |
| 1912 | Анна де Борман Макс Декюжи         |                                  |               |
| 1913 | Элизабет Райан Макс Декюжи (2)     | Жермена Гольдинг Энтони Уайлдинг | без игры      |
| 1914 | Элизабет Райан (2) Макс Декюжи (3) | Сюзанн Ленглен Людвиг фон Зальм  | 6-3, 6-1      |
| 1920 | Жермена Гольдинг Вильям Лоренц     | Сюзанн Амблар Макс Декюжи        | без игры      |
| 1921 | Сюзанн Ленглен Макс Декюжи (4)     | Жермена Гольдинг Вильям Лоренц   | 6-3, 6-2      |
| 1922 | Сюзанн Ленглен (2) Анри Коше       | Джеральдин Бимиш Брайан Гилберт  | 6-4, 4-6, 6-0 |
| 1923 | Сюзанн Ленглен (3) Анри Коше (2)   | Кэтлин Маккейн Брайан Гилберт    | 6-2, 10-8     |